# Georges Pelletier (journaliste)
Pour les articles homonymes, voir Georges Pelletier et Pelletier (homonymie).
Georges Pelletier (Rivière-du-Loup, 10 juillet 1882 - Montréal, 20 janvier 1947) est un journaliste et un avocat québécois. Il est surtout connu pour son travail à titre de journaliste et en tant que directeur du quotidien Le Devoir, un poste qu'il a occupé de 1932 à 1947.

## Biographie
Fils de Narcisse Georges Pelletier, marchand, et de Caroline Vézina, fille de l'avocat Zéphirin Vézina de Saint-Georges-de-Beauce, Georges Pelletier est né le 10 juillet 1882 à Rivière-du-Loup, dans le Bas-Saint-Laurent. Après des études commerciales et classiques de 1892 à 1901 au Collège de Sainte-Anne-de-la-Pocatière, où il obtient un baccalauréat ès arts, il poursuit des études de droit de 1901 à 1904 à l'Université Laval de Québec, où il obtient une licence en droit. Il est admis au barreau du Québec en juillet 1904.
Il exerce le droit à Rivière-du-Loup, tout en éditant le journal local. Il collabore ensuite pour plusieurs périodiques nationalistes. En 1908, il abandonne la pratique du droit et est embauché par L'Action catholique, de Québec, sous la direction de Jules Dorion. De 1908 à 1910, il y est rédacteur, puis correspondant politique à Ottawa.
Pelletier se joint au Devoir, dès la naissance de ce journal, en 1910. Il y exerce d'abord la fonction de correspondant parlementaire à Ottawa, où sa première année de pratique dans la capitale canadienne le place aux premières loges des derniers mois au pouvoir du gouvernement de Wilfrid Laurier et de l'accession au pouvoir de Robert Borden, après l'élection fédérale canadienne de 1911.
Il entre de plain-pied dans les controverses de son temps, dont l'annexion d'une partie du territoire de Keewatin au Manitoba, qui avait pour conséquence de réduire les droits scolaires des résidents catholiques de cette région. En cela il suit l'exemple de son patron, Henri Bourassa, et des journalistes Omer Héroux et Armand Lavergne.
Le passage de Pelletier dans la capitale canadienne lui permettra de lier des amitiés avec certains chefs politiques contemporains, dont Wilfrid Laurier, avec lequel il entretenait de bonnes relations.
Pelletier est membre du conseil d'administration de l'Imprimerie populaire limitée, la société éditrice du Devoir, depuis la constitution de celle-ci en 1913,
En 1915, Pelletier est muté au siège social du Devoir, à Montréal, et est promu secrétaire de rédaction, poste qu'il occupera de 1915 à 1923. Durant la Première Guerre mondiale, il joue un rôle de modérateur face aux envolées de son patron, qui dénonce vigoureusement la participation du Canada dans la guerre, aux côtés de l'Angleterre, des écrits qui valent au Devoir et à son directeur des menaces de mort ainsi que des centaines de plaintes au censeur Ernest Chalmers.
Pelletier accède à la Société royale du Canada en 1919. Il enseigne son métier à l'école des sciences sociales, économiques et politiques de l'Université de Montréal de 1921 à 1924, parallèlement à la carrière de journaliste. Il participe à la formation du Cercle universitaire de Montréal, en 1925,. Il épouse Corinne Adam, le 11 septembre 1923.
Quand Henri Bourassa lui délègue la gérance du journal en 1924, Le Devoir est aux prises avec des difficultés financières chroniques. L'administration du journal était une tâche qui ne souriait guère à Pelletier, mais il l'accepte tout de même « avec empressement », révèle Pierre-Philippe Gingras, qui a signé un ouvrage sur l'histoire du Devoir, publié à l'occasion du 75e anniversaire du quotidien montréalais. Pelletier sera ainsi administrateur-gérant de 1924 à 1932.
Homme de confiance du fondateur du Devoir, Pelletier est nommé — en compagnie d'Omer Héroux et de Bourassa — , comme l'un des trois fiduciaires de 2 501 des 5 000 actions de l'entreprise, en 1928. En 1932, les administrateurs confient à Pelletier la tâche de demander le départ d'Henri Bourassa, qui nuit à la réputation du journal dans les milieux catholiques par ses déclarations controversées sur les relations entre les communautés religieuses québécoises et les capitalistes.

### Directeur duDevoir
Pelletier devient le directeur du Devoir en août 1932. Il devient ainsi la deuxième personne à occuper ce poste. Omer Héroux est le rédacteur en chef. Sous la direction de Pelletier, le journal poursuit ses attaques contre certaines entreprises, comme le Trust Webster, un négociant en charbon, dont les prix augmentent régulièrement. Pelletier instaure une « paisible continuité » ; le ton est toutefois moins virulent qu'au temps de Bourassa. Les campagnes d'abonnement fonctionnent mieux. Pelletier siège au conseil de la Presse canadienne de 1939 à 1947.
Le journal prend des positions indépendantes, soutenant à un mois d'intervalle l'élection de Mackenzie King au fédéral, tout en prenant ses distances du régime libéral, qui règne sans interruption sur la scène québécoise depuis 38 ans, lors de l'élection de novembre 1935 au Québec. Le journal couvre abondamment le comité des comptes publics et informe ses lecteurs, plus nombreux, des différents scandales qui ternissent les derniers mois du gouvernement Taschereau. Lors de l'élection déclenchée peu après la démission du premier ministre Taschereau par son successeur, Adélard Godbout, Pelletier donne son appui à l'Union nationale de Maurice Duplessis.
Le 7 février 1942, il se joint à des personnalités, comme Maxime Raymond, Gérard Filion, Jean Drapeau et André Laurendeau pour fonder la Ligue pour la défense du Canada, dont le but est de contrer le projet conscriptionniste.
Fidèle à sa tradition, Le Devoir s'oppose catégoriquement à l'enrôlement forcé des jeunes canadiens français sous les drapeaux. Pelletier écrit :

« Ou M. King est anticonscriptionniste, et alors nous devons le protéger contre toutes les influences extérieures, ne pas aller le leur livrer ; ou M. King est, au fond, conscriptionniste, et alors, pourquoi le délivrerions-nous? Afin qu'il puisse envoyer toute notre jeunesse aux armées ? Jamais ! »

— Georges Pelletier. Le Devoir, 1942
La défaite des anticonscriptionnistes francophones au plébiscite du 27 avril 1942 aura pour effet de rétablir les ponts entre le quotidien montréalais et son fondateur. Le journal publie une série de conférences publiques qu'Henri Bourassa prononce à compter d'octobre 1943. Mais pour Pelletier cependant la vie prend un tour tragique. Il s'écroule à la gare d'Edmonton, alors qu'il attend un train qui devait l'amener en Colombie-Britannique pour une tournée de la côte du Pacifique. Paralysé, il retourne au travail quelques semaines après l'incident, mais son handicap l'empêche d'écrire à la machine.
Sentant que ses jours sont comptés, il commence à prendre des arrangements afin d'assurer sa succession. Il entame des discussions avec Gérard Filion et il lui exprime sa volonté de le voir lui succéder à la direction du journal. À la fin de la guerre, le journal est, à toutes fins pratiques, sans direction. Abandonné de ses nombreux lecteurs et de plusieurs rédacteurs, Pelletier fait une rechute en août 1946. Afin d'empêcher le journal de tomber entre les mains d'un parti politique ou d'un groupe de financiers, le conseil d'administration retire à Pelletier son rôle de premier fiduciaire du journal pour le confier temporairement à Mgr Joseph Charbonneau, archevêque de Montréal.
Georges Pelletier s'éteint à son domicile de la rue Cherrier, à Montréal le 20 janvier 1947. Il était âgé de 64 ans.
Le fonds d’archives Georges Pelletier est conservé au centre d’archives de Montréal de la Bibliothèque et Archives nationales du Québec.

### Pseudonymes
- Paul Dulac
- Patrice Grandville
- Pierre Kiroul
- Pierre Labrosse
- Jean Labrye
- Pamphile
- Paul Poirier
- André Verbois

## Œuvres
- 1913 : L'immigration canadienne
- 1917 : Tout est cher – pourquoi? (1910-1917)
- 1927 : Silhouettes d'aujourd'hui
- 1935 : Comment se fait le Devoir

### Revues et journaux
- L'Action française
- L'Action sociale catholique
- La Revue trimestrielle canadienne
- L'Action sociale
- Le Saint-Laurent

## Honneurs
- 1919 : Membre de la Société royale du Canada
- 1940 : Doctorat honoris causa de l'Université de Montréal